# Vordingborg
Vordingborg è un centro abitato della Danimarca situato nella regione della Selandia. È sede amministrativa del comune omonimo.

## Geografia fisica
Vordingborg si trova a 37 km da Nykøbing, circa 50 da Gedser, e 100 da Copenaghen.
La cittadina sorge sull'isola di Sjælland, nelle vicinanze con l'isola meridionale di Falster. Ad essa è unita tramite un ponte autostradale ed uno su una strada statale, lo "Storstrømsbroen". La città si trova inoltre sulla Strada Europea E55 Helsingborg-Calamata.

## Galleria d'immagini

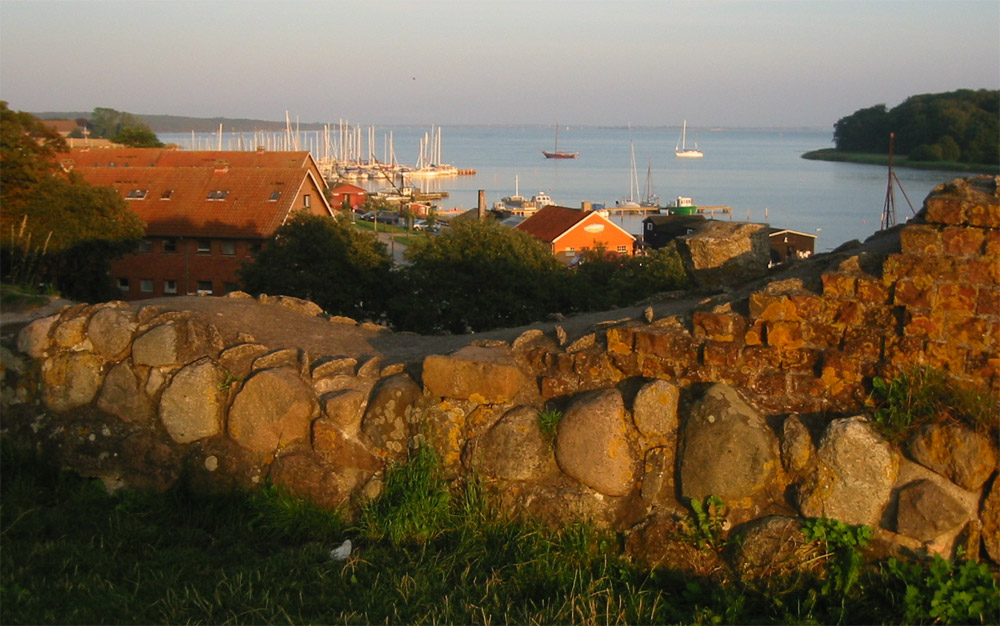
Mura cittadine
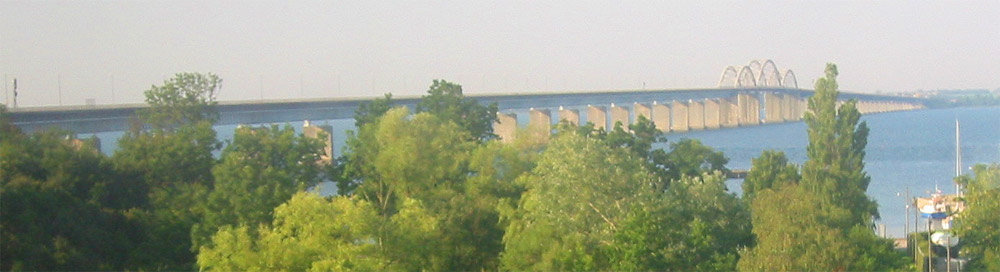
Il ponte "Storstrømsbroen"
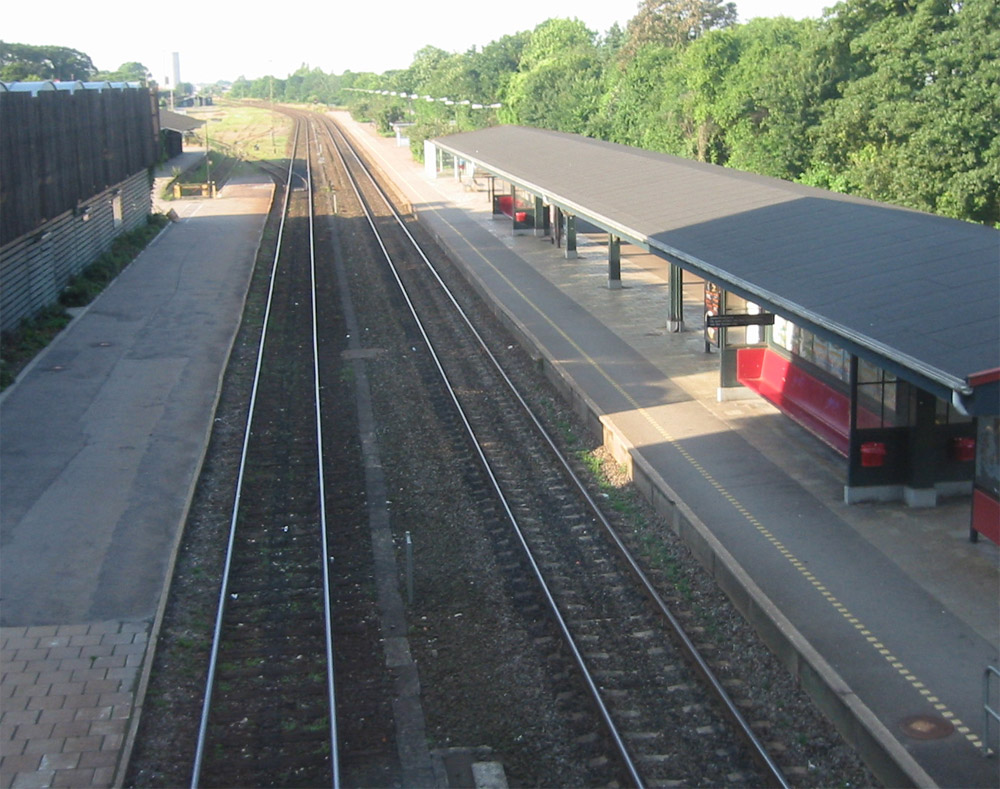
Stazione ferroviaria
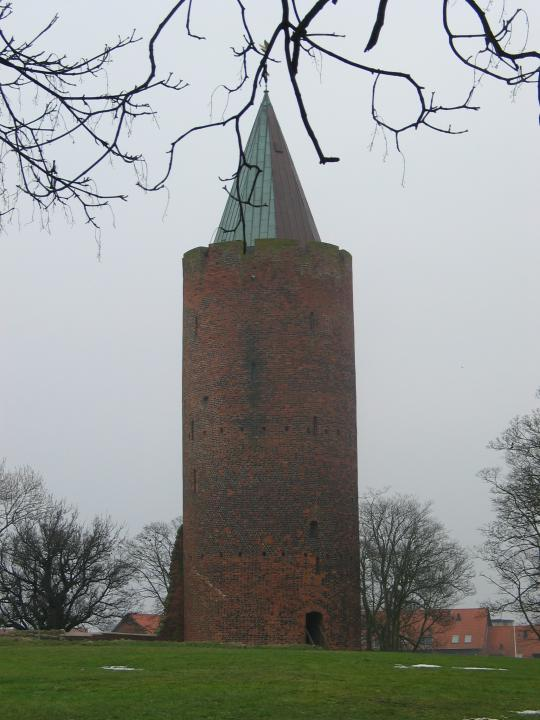
Gåsetarnet